# Comic POOL
『comic POOL』（コミックプール）は、一迅社とpixivコミック（ピクシブ）によるウェブコミック配信サイト。同サイト内で2015年11月6日より配信。毎月第1・第3金曜更新。

## 現在の連載作品
| 作品名                               | 作者                              | 開始日         | 備考 |
| ------------------------------------ | --------------------------------- | -------------- | ---- |
| うらみちお兄さん                     | 久世岳                            | 2017年5月12日  |      |
| 恋する(おとめ)の作り方               | 万丈梓                            | 2020年2月21日  |      |
| いびってこない義母と義姉             | おつじ                            | 2020年11月20日 |      |
| お前、タヌキにならねーか?            | 奈川トモ                          | 2021年4月28日  |      |
| BLドラマの主演になりました           | すずり街                          | 2022年1月24日  |      |
| さよなら嘘つき人魚姫                 | 杏堂まい（漫画） 汐見夏衛（原作） | 2022年8月19日  |      |
| 友達の姉ちゃんに恋した話             | あずさきな                        | 2022年10月7日  |      |
| 姉ちゃんの友達がうざい話             | あずさきな                        | 2022年10月21日 |      |
| 楠木さんは高校デビューに失敗している | みいみつき                        | 2022年10月21日 |      |
| 正反対なわたしたち                   | 夏奈ほの                          | 2022年10月21日 |      |
| 雨上がりの僕らについて -ever after-  | らくたしょうこ                    | 2023年9月1日   |      |
| 大きな声では言えませんが。           | 皆月つなみ                        | 2023年10月20日 |      |
| 妹はシスコン兄がめんどくさい         | ヨシミズ                          | 2023年10月20日 |      |

## 過去の連載作品
| 作品名                                                                           | 作者                                                                   | 開始日         | 終了日         | 備考                 |
| -------------------------------------------------------------------------------- | ---------------------------------------------------------------------- | -------------- | -------------- | -------------------- |
| おじさんとマシュマロ                                                             | 音井れこ丸                                                             | 2015年11月6日  | 2017年10月6日  |                      |
| イマドキ☆エジプト神                                                              | 美影サカス                                                             | 2015年11月6日  | 2017年6月16日  | 『Febri』でも連載    |
| 三十路とレディ                                                                   | りべるむ                                                               | 2015年11月6日  | 2017年5月26日  |                      |
| 死にたがり少女と食人鬼さん                                                       | Oはぎ                                                                  | 2015年11月6日  | 2019年3月1日   |                      |
| 残念男子。                                                                       | ヒメユリ                                                               | 2015年11月6日  | 2019年12月6日  |                      |
| ヲタクに恋は難しい                                                               | ふじた                                                                 | 2015年11月6日  | 2021年7月16日  |                      |
| 恋と呼ぶには気持ち悪い                                                           | もぐす                                                                 | 2016年6月3日   | 2021年4月2日   |                      |
| あかいろ交差点                                                                   | ひのなつ海                                                             | 2016年6月17日  | 2018年2月16日  |                      |
| 放課後は喫茶店で                                                                 | あずさきな                                                             | 2017年6月16日  | 2021年12月17日 |                      |
| 志木さんち                                                                       | りべるむ                                                               | 2017年10月20日 | 2020年1月24日  |                      |
| お嬢様が護らせてくれない                                                         | 白崎                                                                   | 2017年10月20日 | 2019年4月19日  |                      |
| シュガーなパパとソルトな娘                                                       | ミイコ                                                                 | 2018年1月12日  | 2019年4月5日   |                      |
| おじさんとようじょとマシュマロ                                                   | 音井れこ丸                                                             | 2018年3月16日  | 2019年2月15日  |                      |
| あたらしい家族ができました。                                                     | 与田基俟                                                               | 2018年4月6日   | 2020年1月24日  |                      |
| 先輩がうざい後輩の話                                                             | しろまんた                                                             | 2018年7月6日   | 2018年12月7日  |                      |
| 特別に可愛く見えるのです。                                                       | 魚森タラ                                                               | 2018年7月20日  | 2019年6月21日  |                      |
| ゆみとくるみ                                                                     | うるひこ                                                               | 2018年7月20日  | 2018年10月19日 |                      |
| カタコトの庭                                                                     | ゴリーマン                                                             | 2018年10月19日 | 2019年7月19日  |                      |
| あくまで君の天使になりたい                                                       | みやこかっく                                                           | 2019年5月24日  | 2019年11月15日 |                      |
| 雨上がりの僕らについて                                                           | らくたしょうこ                                                         | 2019年8月9日   | 2020年10月2日  |                      |
| 潮騒の魔女                                                                       | もぐす                                                                 | 2019年10月4日  | 2020年1月10日  |                      |
| 勇者は店主に恋してる。                                                           | 鯨爺じん                                                               | 2019年12月20日 | 2020年9月18日  |                      |
| 土地神と、村で一番若い嫁                                                         | あらをか青い                                                           | 2020年1月24日  | 2022年4月29日  |                      |
| 世界を敵に回してもねこを愛してる                                                 | せかねこ                                                               | 2020年1月24日  | 2020年12月25日 |                      |
| 月光列車                                                                         | ○はぎ                                                                  | 2020年2月7日   | 2021年3月5日   |                      |
| 一線こせないカテキョと生徒                                                       | 地球のお魚ぽんちゃん                                                   | 2020年11月20日 | 2020年12月25日 |                      |
| ミツバチとレモンバーム                                                           | 端倉ジル                                                               | 2021年1月8日   | 2022年1月14日  |                      |
| 今度は殺されたくないアザラシさん                                                 | さんかく。（作画） 魚住ユキコ（原作）                                  | 2021年2月5日   | 2022年1月7日   | 公式Twitterでも連載  |
| 龍鎖のオリ -心の中の“こころ”-                                                    | アンティーク（漫画） cadet（原作） sime（キャラクターデザイン）        | 2021年2月5日   | 2022年2月4日   | 『comic LAKE』へ移籍 |
| 初めて恋人ができました。                                                         | 亀奈ゆう                                                               | 2021年2月22日  | 2021年2月26日  |                      |
| 雨上がりの僕らについて -そのさき-                                                | らくたしょうこ                                                         | 2021年4月2日   | 2022年1月28日  |                      |
| ウィッチ・ハンド・クラフト〜追放された王女ですが雑貨屋さん始めました〜           | おちゃ芥（漫画） 富士伸太（原作） 珠梨やすゆき（キャラクターデザイン） | 2021年4月30日  | 2022年2月25日  | 『comic LAKE』へ移籍 |
| やくざの推しごと                                                                 | 八田てき                                                               | 2021年6月11日  | 2022年7月25日  |                      |
| 風音先生は飛騨くんがわからない                                                   | 朝日夜                                                                 | 2021年6月18日  | 2022年5月20日  |                      |
| 紺野くん、コンティニュー                                                         | みずのもと                                                             | 2021年6月18日  | 2021年11月19日 |                      |
| ごめんあそばせ、殿方様!〜100人のイケメンとのフラグはすべて折らせていただきます〜 | セロタ（漫画） マキムラK（原作）                                       | 2021年7月2日   | 2022年2月18日  | 『comic LAKE』へ移籍 |
| 恋するほたると暮らしてる                                                         | もぐす                                                                 | 2021年9月3日   | 2022年10月7日  |                      |
| わたしの武器を仕込んだら                                                         | オガワサラ                                                             | 2021年9月17日  | 2023年8月25日  |                      |
| 魔王の庭の白い花                                                                 | 十屋つぐみ 瑠璃森しき花（原作）                                        | 2021年10月15日 | 2022年2月25日  | 『comic LAKE』へ移籍 |
| 悪役令嬢の中の人〜断罪された転生者のため嘘つきヒロインに復讐いたします〜         | 白梅ナズナ（漫画） まきぶろ（原作） 紫真依（キャラクターデザイン）     | 2021年11月19日 | 2022年2月18日  | 『comic LAKE』へ移籍 |
| 日曜日のいちごちゃん                                                             | チチカカ池                                                             | 2022年5月20日  | 2023年9月15日  |                      |
| 死ぬほど好きって言ったじゃん。                                                   | さんかく。                                                             | 2023年1月6日   | 2023年1月27日  |                      |
| 同級生の奴隷になってみた                                                         | 右野マコ                                                               | 2023年7月7日   | 2023年11月3日  |                      |

## comic LAKE
『comic LAKE』は、2022年3月4日に創刊された姉妹レーベル。同じくPixivコミック内での配信となり、女性向けの異世界転生作品のコミカライズを中心に展開している。

### 現在の連載作品（comic LAKE）
| 作品名 | 作者                                                                       | 開始日        | 備考                   |
| --- | -------------------------------------------------------------------------- | ------------- | ---------------------- |
| 悪役令嬢の中の人〜断罪された転生者のため嘘つきヒロインに復讐いたします〜                                            | 白梅ナズナ（漫画） まきぶろ（原作） 紫真依（キャラクターデザイン）         | 2022年3月18日 | 『comic POOL』より移籍 |
| ウィッチ・ハンド・クラフト〜追放された王女ですが雑貨屋さん始めました〜                                              | おちゃ芥（漫画） 富士伸太（原作） 珠梨やすゆき（キャラクターデザイン）     | 2022年3月18日 | 『comic POOL』より移籍 |
| 殿下、あなたが捨てた女が本物の聖女です                                                                              | さっちゃん（漫画） 狭山ひびき（原作） 紫藤むらさき（キャラクターデザイン） | 2022年12月2日 |                        |
| 養蜂家と蜜薬師の花嫁                                                                                                | しゃるもん（漫画） 江本マシメサ（原作） 笹原亜美（キャラクターデザイン）   | 2023年2月17日 |                        |
| ルベウスの魔女とアルスマグナ 〜最恐最悪のアンチヒロインに転生したので世界の滅亡を回避したい〜                       | 文月マロ（漫画） 阪美黎（原作）                                            | 2023年7月21日 |                        |
| 聖森聖女〜婚約破棄された追放聖女ですが、狼王子の呪いを解いて溺愛されてます〜今さら国に戻れって言われても遅いですっ! | 四季ムツコ（漫画） 山口じゅり（原作）                                      | 2023年3月24日 |                        |

### 過去の連載作品（comic LAKE）
| 作品名                                                                           | 作者                                                                  | 開始日        | 終了日        | 備考                   |
| -------------------------------------------------------------------------------- | --------------------------------------------------------------------- | ------------- | ------------- | ---------------------- |
| ごめんあそばせ、殿方様!〜100人のイケメンとのフラグはすべて折らせていただきます〜 | セロタ（漫画） マキムラK（原作）                                      | 2022年3月4日  | 2023年6月2日  | 『comic POOL』より移籍 |
| 魔王の庭の白い花                                                                 | 十屋つぐみ 瑠璃森しき花（原作）                                       | 2022年3月18日 | 2022年2月25日 | 『comic POOL』より移籍 |
| リリィの推しごと                                                                 | 桜井ゆっけ（漫画） keixk（原作） 珠梨やすゆき（キャラクターデザイン） | 2022年3月18日 | 2023年1月13日 |                        |
| 龍鎖のオリ -心の中の“こころ”-                                                    | アンティーク（漫画） cadet（原作） sime（キャラクターデザイン）       | 2022年4月1日  | 2022年10月7日 | 『comic POOL』より移籍 |

## 映像化作品

### アニメ化
| 作品                     | 放送年 | アニメーション制作 | 備考 |
| ------------------------ | ------ | ------------------ | ---- |
| おじさんとマシュマロ     | 2016年 | Creators in Pack   |      |
| ヲタクに恋は難しい       | 2018年 | A-1 Pictures       |      |
| 恋と呼ぶには気持ち悪い   | 2021年 | ノーマッド         |      |
| うらみちお兄さん         | 2021年 | スタジオブラン     |      |
| 先輩がうざい後輩の話     | 2021年 | 動画工房           |      |
| いびってこない義母と義姉 | 2026年 | NEWON              |      |

### 実写化
| 作品                       | 公開年          | 制作                   | 備考 |
| -------------------------- | --------------- | ---------------------- | ---- |
| BLドラマの主演になりました | 2023年 - 2024年 | スタジオブルー（協力） |      |
| 雨上がりの僕らについて     | 2025年          | テレビ東京、AX-ON      |      |

| 作品               | 公開年 | 制作 | 備考 |
| ------------------ | ------ | ---- | ---- |
| ヲタクに恋は難しい | 2020年 | 東宝 |      |